# 交響曲第3番 (バーンズ)
交響曲第3番 作品89（Third Symphony Op. 89）は、アメリカの作曲家 ジェイムズ・バーンズが、1994年に作曲した吹奏楽のための交響曲。

## 概要
アメリカ空軍軍楽隊の委嘱を受けて、1994年に作曲された。指揮者のアラン・ボナー中佐（Alan R. Bonner）からは、吹奏楽のための大作（major work）をとだけ求められ、曲の形式や演奏時間、難易度などには一切の条件を付けられなかった。
作曲者バーンズ自身によると、生まれたばかりの娘ナタリーを亡くした直後の時期に本格的に作曲に取り掛かっており、自身の感情を最も吐露した作品となっている。もしタイトルを付けるとするなら「悲劇的」（"Tragic"）とするのがふさわしいであろう、とスコアの解説に記している。
また、この曲はベートーヴェンの「交響曲第5番」やマーラーの「交響曲第5番」、あるいはショスタコーヴィチの「交響曲第5番」といった、「暗から明へ」「苦悩から歓喜へ」の伝統的図式によっている。

## 初演
1996年6月13日、大阪市北区のザ・シンフォニーホールにて、木村吉宏の指揮、大阪市音楽団の演奏による。
当初は、1995年12月に委嘱者が世界初演を行う予定であったが、その演奏会自体が中止されたため、日本初演として準備されていた大阪市音楽団の第72回定期演奏会が、そのまま世界初演の場となった。大阪市音楽団は、その後、1997年11月15日に東京芸術劇場で行った初の東京公演でもこの楽曲を取り上げており、さらに2010年6月12日に開催された第100回記念定期演奏会でデ＝メイの交響曲第1番『指輪物語』とともに、秋山和慶の指揮により再演している。

## 演奏時間
約38分（各楽章はそれぞれ13分、5分、13分、7分程度）。

## 編成
| 木管   | 木管                                       | 金管                            | 金管                            | 弦・打                          | 弦・打 |
| ------ | ------------------------------------------ | ------------------------------- | ------------------------------- | ------------------------------- | --- |
| Fl.    | 3（3はAlto持ち替え）, Picc.                | Crnt.                           | 3, Tp. 3, Flh.2                 | Cb.                             | ● |
| Ob.    | 3（3はE.Hr.持ち替え）                      | Hr.                             | 4                               | Timp.                           | ● |
| Fg.    | 3 (3はC.Fg.持ち替え）                      | Tbn.                            | 3, Bass                         | 他                              | B.D., S.D., Pic.S.D., F.D., Cr.Cym., Susp.Cym. 2, Sizzle Cym., Pang Cym., Finger Cym., Tri. 4, Bell Tree, T.B., W.B., Whip (Slapstick), Tamb., W.Chimes, Tam-t., Xylo., Mari., Chimes, Bells, Vibe., Crotales |
| Cl.    | 3, Bass, C-Alto, C-Bass （C.Fg.の代用）    | Eup.                            | ●                               | 他                              | B.D., S.D., Pic.S.D., F.D., Cr.Cym., Susp.Cym. 2, Sizzle Cym., Pang Cym., Finger Cym., Tri. 4, Bell Tree, T.B., W.B., Whip (Slapstick), Tamb., W.Chimes, Tam-t., Xylo., Mari., Chimes, Bells, Vibe., Crotales |
| Sax.   | Alt. 2 （1はS.Sax.持ち替え） Ten. 1 Bar. 1 | Tub.                            | ●                               | 他                              | B.D., S.D., Pic.S.D., F.D., Cr.Cym., Susp.Cym. 2, Sizzle Cym., Pang Cym., Finger Cym., Tri. 4, Bell Tree, T.B., W.B., Whip (Slapstick), Tamb., W.Chimes, Tam-t., Xylo., Mari., Chimes, Bells, Vibe., Crotales |
| その他 | その他                                     | Vc., Harp, Piano/Celesta/Synth. | Vc., Harp, Piano/Celesta/Synth. | Vc., Harp, Piano/Celesta/Synth. | Vc., Harp, Piano/Celesta/Synth. |

## 出版
1997年、アメリカのサザン・ミュージック・カンパニー（Southern Music Company）から出版。委嘱者のアメリカ空軍軍楽隊が編成に含めているチェロパートは出版時に割愛され、第3楽章のソロを含めそのパートはバリトンサクソフォーンなど他の楽器に移された。

## 構成
第1楽章 Lento、2/2(6/4)拍子 - Allegro Ritmico、3/4拍子
ハ短調、変形されたソナタ形式
ティンパニに導かれたチューバの独奏で始まるこの楽章は、娘を失った心の中の挫折、苦しさ、絶望、落胆の気持ちが現れている。ハ短調とはいえ八音音階（移調の限られた旋法第2番）に基づいて進む。
第2楽章 Scherzo, Allegro moderato、2/4拍子
ヘ短調、ABA形式
行進曲風のスケルツォで、皮肉とほろ苦さをもって世界中のある種の人々の尊大さやうぬぼれを表現する。この楽章も移調の限られた旋法がベースである。
第3楽章（ナタリーのために） （for Natalie） Mesto、4/4拍子
変ニ長調－変ロ短調、ABCABC形式
生後半年で亡くなったバーンズの娘ナタリーへの追悼の意味が込められている。「もしナタリーが生きていたら」という世界を描いたファンタジーであり、ナタリーへの別れの言葉である。また、ナタリーが亡くなった悲しみが表されている。当楽章は「メスト -ナタリーのために- Mest （for Natalie）」とのタイトルが付され、ナタリーに捧げる曲として書かれたものでもある。ハープや、いくつかの打楽器群によって導かれ、イングリッシュホルンによって奏されるメロディ、その後に様々な楽器に引き継がれて展開する、穏やかで美しく、時に輝かしい曲想が印象的な楽章である。
第4楽章 Finale, Allegro giocoso、6/8拍子
ハ長調、ソナタ形式
心を取り直し、すべてを甘んじて受け入れる。第2主題はナタリーの葬儀で歌われたルーテル教会の賛美歌「神の子羊」（"I am Jesus’ Little Lamb"）を基にしている。
作曲を終えた3日後、1994年6月25日に息子ビリーが生まれた。第3楽章がナタリーのための楽章であれば、終楽章はまさにビリーのための楽章であり、姉であるナタリーを失った後に彼を授かった喜びでもある。